# Uredopeltis congensis
Uredopeltis congensis är en svampart som beskrevs av Henn. 1908. Uredopeltis congensis ingår i släktet Uredopeltis och familjen Phakopsoraceae.   Inga underarter finns listade i Catalogue of Life.